# Order & Chaos Online
Order & Chaos Online, kurz Order & Chaos (O&C), war ein von Gameloft für mobile Plattformen entwickeltes Online-Rollenspiel. Es war für die Plattformen Android, iOS und Windows Phone erhältlich. Aufgrund der zahlreichen Spieler, die gleichzeitig auf einem Server zusammen spielen konnten, zählte das Spiel zu den sogenannten MMORPGs (Massively Multiplayer Online Role-Playing Game, übersetzt Massen-Mehrspieler-Online-Rollenspiel).

## Veröffentlichung
Gameloft veröffentlichte das Spiel am 27. April 2011 für iOS, am 27. Juni 2011 für Android, am 28. März 2012 für Mac OS und am 10. Juli 2012 für Windows Phone. Zudem gab es eine Version auf Facebook, welche allerdings wieder eingestellt wurde.
Jedes Betriebssystem nutzte separate Server. Somit war es also nicht möglich, dass z. B. Android-Nutzer auf iOS-Nutzer treffen. Eine Serverzusammenlegung war anfangs geplant, wurde allerdings wieder verworfen, da die Umsetzung laut Gameloft zu problematisch wäre.
Am 16. Februar 2023 wurden die Server abgeschaltet.

## Spielwelt
Die Fantasiespielwelt Haradon ist in einer comicartigen, dreidimensionalen Umgebung dargestellt. Sie ist unterteilt in Kontinente, die in Gebiete aufgeteilt sind, die wiederum für spezielle Levelbereiche der Charaktere ausgelegt sind. Man erreicht sie zu Fuß, auf einem Reittier oder über Portale, die über die gesamte Spielewelt verteilt sind, um das Reisen in der Spielewelt zu beschleunigen. Auf den einzelnen Kontinenten findet sich eine Vielzahl von Dörfern oder größeren Städten, die besucht werden können. Folgende Gebiete sind auf den Kontinenten verteilt:
- Arkadischer Wald
- Tränenküste
- Sumpf der Lindwürmer
- Flüsterinsel
- Die Große Wüste
- Sinskaald Graben
- Unterreich
- Mendel Dorf
- Ewiges Frostlund
- Versengtes Land
- Tivefs geheimer Freizeitpark

## Spielablauf
Um die Welt in Order & Chaos kennenzulernen, startet jede Rasse in ihrem jeweiligen Startgebiet und muss dort bestimmte Aufgaben in Form von Quests annehmen und nach Beendigung wieder abgeben, um sogenannte Erfahrungspunkte, virtuelles Geld und Ausrüstungsgegenstände zu erbeuten. Je nach Höhe der Erfahrungspunkt steigt der Charakter ein Level auf. Zurzeit beträgt die maximal erreichbare Levelhöhe 75. Je nach Levelhöhe erlernt der Charakter neue Fähigkeiten oder bisherige werden stärker. Mit steigendem Level kämpft man somit gegen computergesteuerte Gegner von Gebiet zu Gebiet, bis man die gesamte Spielewelt von Order & Chaos erkundet hat.
Des Weiteren hat der Spieler die Möglichkeit, mit insgesamt drei anderen Spielern sogenannte Kerker (Dungeons) zu betreten, extra abgeschottete, kleinere Spielewelten, in der mächtigere Computergegner und Bosse anzutreffen sind. Von diesen Bossen lässt sich in der Regel hochwertigere Beute erspielen, wenn man sie tötet.

## Kerker
Man kann mit bis zu vier weiteren Spielern verschiedene Kerker (sog. Dungeons) betreten. Für jeden Kerker gibt es zwei Modi, Legendär und Normal. Der Legendenmodus ist meist nur für Level 70 Spieler gedacht. Jeder Spieler hat einen Erschöpfungsbalken, welcher sich durch das Töten der Bosse in den legendären Kerkern füllt, bis dieser die tägliche Grenze von 100 Erschöpfung erreicht hat. Dem Spieler ist es danach an diesem Tag nicht mehr möglich, einen weiteren Kerker zu besuchen. Er hat aber die Möglichkeit im Ingame Shop sog. Energietabletten zu erwerben, welche den Erschöpfungslevel zurücksetzen. Somit kann er wieder Kerker betreten, bis der Erschöpfungsbalken erneut voll ist.

## PvP/Arena
Es gibt in den Länderzonen zahlreiche offene PvP-Gebiete (Player versus Player). Jeder Spieler, der solch ein Gebiet betritt, ist durch andere Spieler, die sich in diesem Gebiet ebenfalls aufhalten, angreifbar. Die Rasse, die Klasse, das Level und auch die Mitgliedschaft in derselben Gilde spielen hier keine Rolle. Ausnahmen bilden nur Spieler, die sich in derselben Gruppe befinden. Verlässt ein Spieler solch ein Gebiet, dann ist er immer noch für 5 Minuten angreifbar. Dadurch wird verhindert, dass unterlegene Spieler die Flucht antreten und den Kampf dadurch abbrechen, indem sie einfach die Gebietsgrenze überschreiten.
Darüber hinaus gibt es Arenen. Dies sind instanzierte Gebiete, in denen Spieler aufeinander treffen. Derzeit gibt es drei Spielmodi:
- 2 gegen 2
- 4 gegen 4
- Schlachtfeld (4 gegen 4 im Capture-the-Flag-Modus)

Angekündigt ist auch ein 8-gegen-8-Modus.
Für alle Modi gibt es ein separates Ligasystem. Durch Siege sammelt man Punkte und steigt im Rang. Punkte und Ränge werden benötigt, um spezielle PvP-Ausrüstung zu erwerben, welches den eigenen Charakter deutlich widerstandsfähiger und ausdauernder gegenüber den Attacken anderer Spieler macht.

## Spielaufbau

### Spielerrassen und Klassen
Zu Beginn wählt der Spieler eine Rasse und das Geschlecht für seinen Charakter aus und benennt ihn mit einem Wunschnamen, sofern dieser noch nicht vergeben ist.
Ein Fraktionensystem, wie z. B. in World of Warcraft gibt es nicht. Somit gibt es keine Einschränkungen, die bei der Wahl der Rasse berücksichtigt werden müssten. Alle Rassen können miteinander kommunizieren und sich in Gilden und Gruppen zusammenschließen. In den ausgewiesenen PvP-Gebieten ist jede Klasse und jede Rasse angreifbar.
Es gibt zurzeit fünf verschiedene Rassen:
- Mensch
- Elf
- Ork
- Untoter
- Mendel

Jede Rasse hat jeweils eine aktive, als auch eine passive rassenspezifische Fähigkeit (Skill). Die Rassen sind nochmals unterteilt in fünf verschiedene Klassen. Je nach Wahl haben die Charaktere verschiedene Fähigkeiten:
- Krieger [Wache/Blutsucher]
- Magier [Sterngucker/Elementar]
- Kleriker [Göttlich/Kriegerisch]
- Waldläufer [Mörder/Scharfschütze]
- Flammenritter

### Servertypen
Nach der Wahl der Rasse und Klasse muss der Spieler einen Server auswählen, der sich um Verbindungsprobleme aufgrund der Entfernung zu vermeiden, am besten in seiner Region befindet. Im Moment gibt es in jeder der drei Regionen jeweils folgende Server:
- Europa
  - Markt der Beobachter
  - Klingenhalle
  - Sturmkap
  - Felsinsel

- Amerika
  - Arkadischer Wald
  - Tränenküste
  - Sumpf der Lindwürmer

- Asien
  - Glimmermoor
  - Arkanfelde
  - Vergessenes Tal
  - Sumpfauge
  - Sailen

## Preisgestaltung
Das Spiel ist mittlerweile kostenlos in den jeweiligen Stores erhältlich (Free-to-play). In den ersten Jahren kostete das Spiel ca. 5,99 €. Die ersten 3 Monate nach dem Kauf waren im Preis inbegriffen. Danach wurden Abokosten fällig, die von 0,79 € (1 Monat) bis 2,79 € (6 Monate) reichten. Diese Kostengestaltung wurde mittlerweile vollständig aus dem Spiel entfernt.
Im Spiel kann man die Ingame Währungen Runen erstehen, wo die Preise für einzelne Pakete zwischen 1,79 € (10 Runen) und 99,99 € (950 Runen) liegen. Es finden regelmäßig sogenannte Runenpromos statt, wo die Pakete bis zu 50 % günstiger angeboten werden. Diese Runen können im Ingame Shop gegen verschiedene Gegenstände eingetauscht werden.
In den ersten Monaten war dieser Shop noch mager ausgestattet. Mittlerweile bietet er eine Vielzahl nützlicher Gegenstände wie z. B. Verstärkungszauber (Buffs), bessere Fallen für Reittiere (Mounts) und Edelsteine (Gems), welche die Ausrüstung erheblich verbessern. Dieses Prinzip wird gemeinhin als Pay-to-win Prinzip angesehen, da es Spielern ermöglicht, sich durch realen Geldeinsatz deutliche Vorteile gegenüber anderen Spielern zu erkaufen.

## Rezeption

### Auszeichnungen
- O&C wurde 4× MMO of the Year für die Jahre 2012 und 2013.[2]
- Jury Award auf der Role Play Convention 2014.[3]
- Game of the year 2011 2nd – Order & Chaos Online.[4]

### Bewertungen
Laut Chip gibt sich Order & Chaos Online wenig Mühe seine Wurzeln zu verbergen, denn es erinnert mit Stil und Gameplay sehr stark an Blizzards Kassenschlager World of Warcraft (WoW). Jedoch sind auch Spielspaß und Suchtfaktor ähnlich und sorgen für stundenlange Beschäftigung. Der Meinung der Redaktion von Chip.de nach stiehlt es so manchem WoW-Klon die Schau und zwar nicht nur den MMORPGs auf mobilen Plattformen, sondern auch auf dem PC. Unschlüssig ist man sich jedoch darüber, ob die klassisch langen Online-Rollenspiel-Sitzungen auf dem Tablet oder Smartphone auf Dauer sehr komfortabel sind.
Bei igadget heißt es nach einem Langzeittest, dass das Spiel trotz einiger Schwächen ein großartiger MMORPG ist, das iOS-Spieler auf der ganzen Welt in seinen Bann ziehen wird.
Auch Bewertungsportale wie Metacritic (82/100) und IGN (8,3/10) geben durchweg ein gutes Fazit ab.